# Matheus Sales
Matheus de Sales Cabral, genannt Matheus Sales, (* 13. Mai 1995 in Guarulhos) ist ein brasilianischer Fußballspieler. Er spielt auf der Position eines defensiven Mittelfeldspielers.

## Karriere

### Verein
Sales durchlief die Jugendkategorien des FC São Paulo und SE Palmeiras. Bei Zweiterem stand er 2014 erstmals im Profikader des Klubs. In der obersten Spielklasse Brasiliens in dem Jahr, saß er in der Série A 2014 fünf Mal auf der Reservebank, kam aber noch zu keinen Einsätzen. Dieses änderte sich in der Saison 2015. Zunächst war er wieder in den Nachwuchsbereich versetzt worden, kam aber ab Oktober zu den Profis zurück, da der Kader aufgrund von Verletzungen geschwächt war. Am 24. Oktober, am 32. Spieltag der Série A 2015, stand er im Spiel zuhause gegen Sport Recife in der Anfangsformation und wurde nach der Halbzeitpause für Zé Roberto ausgewechselt. In dem Wettbewerb stand er dann noch drei Mal auf dem Platz, jedes Mal als Starter. Vier Tage nach seinem Debüt, lief er auch in der Copa do Brasil 2015 auf. Es ging im Halbfinalrückspiel gegen den Fluminense FC darum, den 1:2-Rückstand aus dem Hinspiel auszugleichen. Sales stand erneut in der Startelf. Die Mannschaft konnte Fluminense mit 2:1 bezwingen, so dass die Entscheidung im Elfmeterschießen gefunden werden musste. Dieses konnte Palmeiras mit 4:1 für sich entscheiden. Auch in den beiden Finalspielen am 25. November und 2. Dezember war Sales als Stammspieler dabei. Nach der 0:1-Hinspielniederlage, wurde das Rückspiel mit 2:1 gewonnen und die Entscheidung fiel wieder im Elfmeterschießen. Hier konnte sich Palmeiras mit 4:3 durchsetzen und Sales seinen ersten Profierfolg feiern. Ab 2016 kam er zu mehr Spielzeiten bei den Profis, welches ihn zu seinem nächsten Titelerfolg brachte. Palmeiras gewann am 11. Dezember die Série A 2016. Im Zuge des Wettbewerbs bestritt Sales elf von 38 möglichen Spielen, davon sechs von Beginn an (keine Tore). Bereits am Jahresanfang hatte er auf internationaler Klubebene debütiert. In der Gruppenphase der Copa Libertadores 2016 bestritt Sales zwei Spiele. Das erste im Heimspiel am 14. April gegen River Plate. Ab der Saison 2017 fand er keine Berücksichtigungen mehr und wurde bis zu seinem Vertragsende im Dezember 2020 an andere Klubs ausgeliehen.
Seine erste Station wurde der EC Bahia, mit welchem weiterhin in der Série A antreten konnte. Die Leihe wurde bis zum Jahresende befristet. In der Série A 2017 kam er über die Rolle eines Reservespielers nicht hinaus und kam nur auf 14 Partien. In die Austragungen um die Staatsmeisterschaften 2018 startete Sales dann als Leihspieler bei América Mineiro. Auch hier wurde die Leihe auf ein Jahr befristet. Er bestritt in der Staatsmeisterschaft von Minas Gerais lediglich fünf Spiele und für die nationale Meisterschaft bereits wieder abgegeben. Der Spieler unterschrieb eine Leihe beim Figueirense FC, für welchen er in der Série B 2018 auflief.
Nachdem Sales als Leihgabe mit Grêmio Novorizontino in den Staatsmeisterschaften 2019 angetreten war, lieh ihn der Coritiba FC zu Beginn der Série B 2019 aus. Befristet wurde das Leihgeschäft bis Jahresende. Bei Coritiba konnte sich Sales als Stammspieler etablieren und mit dem dritten Platz in der Série B, konnte der Aufstieg gefeiert werden. Im Dezember verlängerte der Klub die Leihe von Palmeiras bis Jahresende 2020. In der Série A 2020 konnte sich der Klub nicht behaupten und musste im Februar 2021 absteigen. Die Meisterschaft sollte ursprünglich am 6. Dezember enden. Aufgrund der COVID-19-Pandemie war das Saisonende verschoben worden. Die Verträge mit den Spielern behielten entsprechend ihre Gültigkeit bis zum neuen Saisonende.
Sales erhielt ein neues Angebot von Coritiba, fest zu diesem für drei Jahre zu wechseln, welches er annahm. Dem Klub gelang, wieder als Tabellendritter, der direkte Wiederaufstieg in der Série B 2021. Für die Spiele um die Série A 2022 wurde der Spieler an den Ligakonkurrenten Goiás EC ausgeliehen und zum Start im Jahr 2023 an Atlético Goianiense in die Série B 2023.
2024 wagte der Spieler den Sprung ins Ausland. Er nahm ein Angebot aus Südkorea an und unterzeichnete beim Ulsan HD FC. Seinen Einstand bei den Koreanern gab Sales am 15. Februar in der AFC Champions League 2023/24 im Achtelfinalhinspiel gegen Ventforet Kofu. Die Japaner waren zu Gast bei Ulsan. In dem Treffen wurde Sales in der 86. Minute für Ko Seung-Beom eingewechselt. In dem Turnier kam er noch zu drei weiteren Spielen, in denen er ein Tor erzielte. Dieses fiel am 24. April 2024 im Halbfinalrückspiel gegen die Yokohama F. Marinos. Er traf hier in der 35. Minute nach Vorlage von Lee Dong-gyeong zum 1:3-Anschluss. In der K League 1 trat Sales am 9. März 2024 erstmals an. Am zweiten Spieltag der K League 1 2024 beim 3:2-Sieg bei Gimcheon Sangmu FC stand er von Anfang an auf dem Platz. In der Liga konnte Sales im November mit dem Klub die Meisterschaft feiern.

### Nationalmannschaft
Im März 2016 nahm Sales an zwei Vorbereitungsspielen der Olympiaauswahl gegen Nigeria und Südafrika teil. Zu weiteren Berufungen kam es nicht.

## Erfolge
Palmeiras
- Copa do Brasil: 2015
- Campeonato Brasileiro de Futebol: 2016

Bahia
- Copa do Nordeste: 2017

Coritiba
- Staatsmeisterschaft von Paraná: 2022

Atlético Goianiense
- Staatsmeisterschaft von Goiás: 2023

Ulsan
- K League 1: 2024